# Marcedes Lewis
Marcedes Alexis Lewis (Long Beach, California, 19 de mayo de 1984) más conocido como Marcedes Lewis, apodado Big Dog, es un jugador profesional estadounidense de fútbol americano que se desempeña en la posición de tight end en Chicago Bears, equipo de la National Football League (NFL).

## Carrera
Fue seleccionado en la primera ronda en la Reunión Anual de Selección de Jugadores de la NFL de 2006. Hizo su debut profesional con el equipo Jacksonville Jaguars, en el cual jugó doce temporadas (2006-2018), después pasó a Green Bay Packers (2018-2023), luego a Chicago Bears, donde lleva jugando una temporada.